# Шанары (Чебоксарский район)
Шана́ры (чув. Шанар) — деревня в Чебоксарском районе Чувашской Республики. Входит в состав Синьяльского сельского поселения.

## География
Находится в северной части Чувашии на расстоянии приблизительно 4 км на северо-восток от райцентра — посёлка Кугеси.

## История
Известна с 1795 года, когда в ней (тогда выселок деревни Байзарина, ныне Ильбеши) было учтено 27 дворов. В 1858 году было 128 жителей, в 1897—178, в 1926 году 44 двора и 207 жителей, в 1939 188 человек. В 1979 году было учтено 146 жителей. В 2002 году 42 двора, 2010 — 43 домохозяйства. В период коллективизации были организованы колхоз «Красный герой», в 2010 году действовал СХПК им. Кадыкова.

## Население
| 2010 | 2012 |
| ---- | ---- |
| 131  | ↘118 |

Постоянное население составляло 119 человек (чуваши 97 %) в 2002 году, 131 в 2010.